# Aleksandr Botsjarov

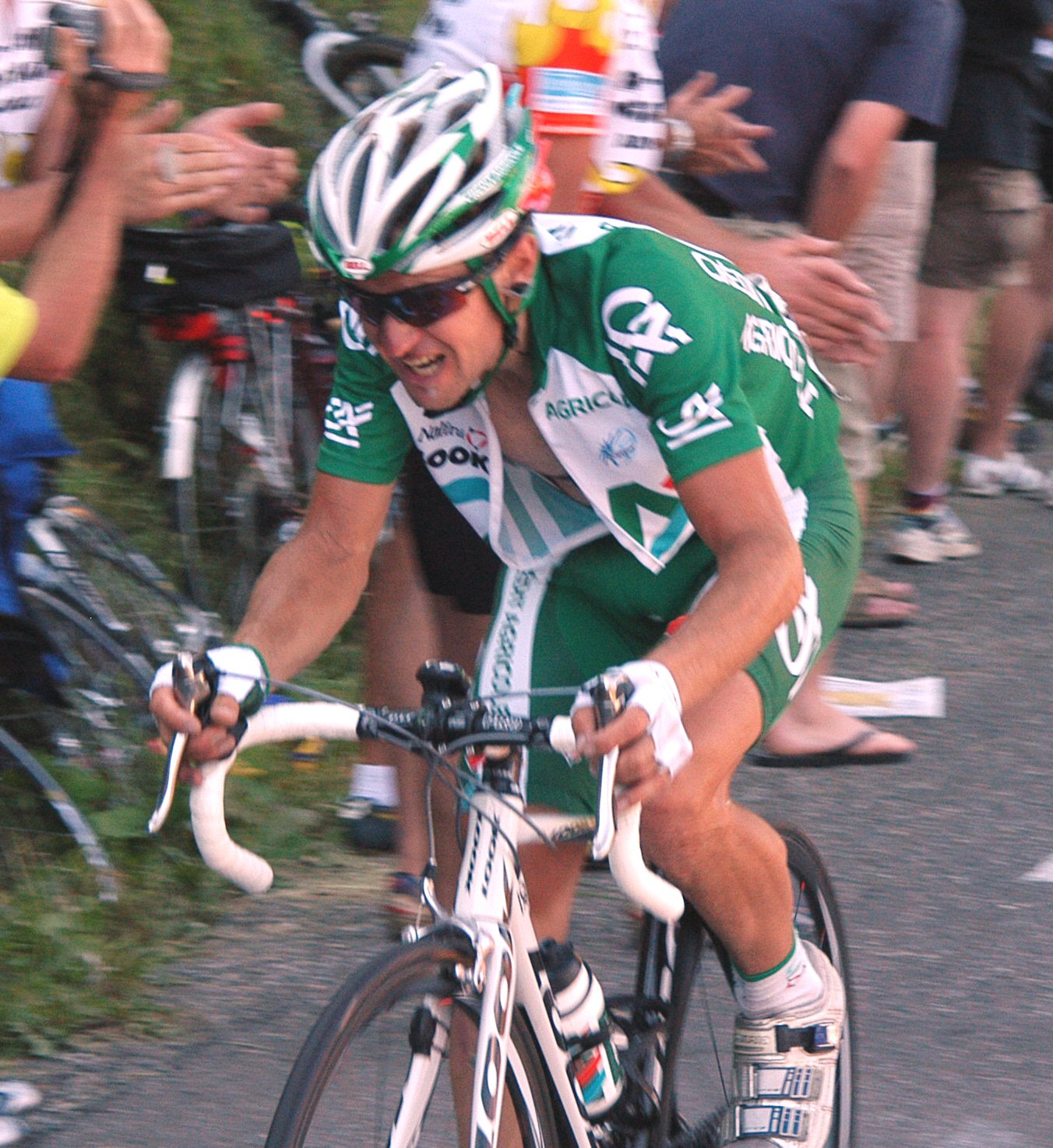
Botsjarov op de Col de la Colombière in de 7e etappe van de Ronde van Frankrijk 2007

Aleksandr Viktorovitsj Botsjarov (Russisch: Александр Викторович Бочаров) (Irkoetsk, 26 februari 1975) is een Russisch voormalig wielrenner die vooral bij Franse ploegen reed en die met zijn kleine, magere postuur goed bergop kon rijden.

## Belangrijkste overwinningen
1999
- 9e etappe Ronde van de Toekomst

2006
- 3e etappe Ronde van de Middellandse Zee (ploegentijdrit met Pietro Caucchioli, Christophe Edaleine, Jimmy Engoulvent, Dmitri Fofonov, Rémi Pauriol, Mark Renshaw en Yannick Talabardon)

2008
- 3e etappe Ronde van de Middellandse Zee
- Eindklassement Ronde van de Middellandse Zee

2010
- 3e etappe Ronde van Burgos (ploegentijdrit)
- 3e etappe Ronde van de Limousin

## Resultaten in voornaamste wedstrijden
| Jaar | Ronde van Italië | Ronde van Frankrijk | Ronde van Spanje |
| ---- | ---------------- | ------------------- | ---------------- |
| 2000 |                  |                     |                  |
| 2001 |                  | 17e                 |                  |
| 2002 |                  | 30e                 | 61e              |
| 2003 |                  | 24e                 |                  |
| 2004 |                  | 36e                 |                  |
| 2005 |                  |                     | 20e              |
| 2006 | 27e              | 48e                 |                  |
| 2007 |                  | 33e                 | 27e              |
| 2008 |                  | 18e                 |                  |
| 2009 |                  | 18e                 |                  |

| Jaar | Milaan-San Remo | Amstel Gold Race | Luik-Bast.‑Luik | Ronde van Lombardije | Clásica San Sebastián | Waalse Pijl |  | WK op de weg |  | Wereldranglijsten |
| ---- | --------------- | ---------------- | --------------- | -------------------- | --------------------- | ----------- |  | ------------ |  | ----------------- |
| 2000 |                 | 50e              |                 | 37e                  |                       |             |  |              |  |                   |
| 2001 |                 |                  |                 |                      |                       |             |  | 19e          |  |                   |
| 2002 |                 |                  |                 |                      | 24e                   |             |  |              |  |                   |
| 2003 | 26e             |                  | 80e             |                      | 27e                   |             |  | 36e          |  |                   |
| 2004 |                 |                  | 48e             |                      |                       | 48e         |  | 40e          |  |                   |
| 2005 |                 | 46e              |                 | 76e                  | 139e                  |             |  |              |  |                   |
| 2006 |                 |                  |                 | 43e                  | 4e                    |             |  | 8e           |  | 63e (UPT)         |
| 2007 |                 | 17e              | 18e             |                      | 44e                   | 41e         |  |              |  | 202e (UPT)        |
| 2008 | 71e             | 26e              |                 |                      |                       |             |  |              |  | 128e (UPT)        |
| 2009 | 98e             | 100e             | 105e            | 31e                  | 37e                   | 39e         |  | 31e          |  | 177e (UWK)        |

## Ploegen
- 1999 - Besson Chaussures-Nippon Hodo
- 2000 - Ag2r Prévoyance
- 2001 - Ag2r Prévoyance
- 2002 - Ag2r Prévoyance
- 2003 - Ag2r Prévoyance
- 2004 - Crédit Agricole
- 2005 - Crédit Agricole
- 2006 - Crédit Agricole
- 2007 - Crédit Agricole
- 2008 - Crédit Agricole
- 2009 - Katjoesja
- 2010 - Katjoesja

Agnolutto · Aus · Barthe · Bordenave · Botsjarov · Chanteur · Delrieu · Estadieu · Kasputis · Kirsipuu · Kivilev · Maignan · Mändoja · Salmon · Turpin · Grux (stagiair) · Inaudi (stagiair) · Thollet (stagiair) 
Agnolutto · 
Aus · 
Balčiūnas · 
Bergès · 
Bordenave · 
Botsjarov · 
Capelle ·
Delrieu · 
Demarbaix · 
Estadieu · 
Grux ·
Inaudi ·  
Kasputis · 
Kirsipuu · 
Loder · 
Maignan · 
Mändoja · 
Salmon · 
Turpin · 
Couge (stagiair) · 
Laidoun (stagiair) · 
Portal (stagiair) 
Agnolutto · 
Astarloza ·
Aus · 
Balčiūnas · 
Bergès · 
Botsjarov · 
Capelle ·
Chaurreau · 
Demarbaix (tot 31/05) · 
Estadieu · 
Flickinger ·
Grux ·
Inaudi ·  
Kasputis · 
Kirsipuu · 
Laidoun ·
Loder · 
Mändoja · 
Oriol ·
Paumier · 
Portal ·
Trastour · 
Turpin · 
Mondory (stagiair) · 
Pütsep (stagiair) · 
Scanlon (stagiair) 
Agnolutto · 
Astarloza ·
Aus (tot 20/07) · 
Bergès · 
Botsjarov · 
Brochard ·
Chaurreau ·   
Flickinger ·
Inaudi ·   
Kirsipuu · 
Laidoun ·
Loder · 
Oriol · 
Paumier (tot 31/03) · 
Portal ·
Pütsep · 
Scanlon ·
Trastour · 
Turpin · 
Armataffet (stagiair) ·
Mondory (stagiair) · 
Terretaz (stagiair)
Augé ·
Botsjarov ·
Dean ·
Fédrigo ·
Halgand ·
Hervé ·
Hinault ·
Hushovd ·
Jégou ·
Joly ·
Kaggestad ·
Kasjetsjkin ·
Leblacher ·
Le Mével ·
Lequatre ·
Moeravjov ·
Moreau ·
Nazon ·
Poilvet ·
Salmon ·
Wiggins ·
Yates (stagiair) 
Bellotti ·
Bodrogi ·
Botsjarov ·
Caucchioli ·
Dean ·
Halgand ·
Hervé ·
Hinault ·
Hushovd ·
Joly ·
Kaggestad ·
Kasjetsjkin ·
Kirsipuu ·
Leblacher ·
Le Mével ·
Lemoine ·
Lequatre ·
Moeravjov ·
Moreau ·
Nazon ·
Patour ·
Poilvet ·
Portal ·
Raisin ·
Talabardon ·
Vogondy ·
Wiggins ·
Hivert (stagiair) ·
Marino (stagiair) ·
Pauriol (stagiair)
Bellotti ·
Bodrogi ·
Bonnet ·
Botsjarov ·
Caucchioli ·
Charteau ·
Dean ·
Edaleine ·
Engoulvent ·
Fofonov ·
Halgand ·
Hinault ·
Hivert ·
Hushovd ·
Kaggestad ·
Kirsipuu ·
Le Mével ·
Lemoine ·
Marino ·
Patour ·
Pauriol ·
Poilvet ·
Portal ·
Raisin ·
Renshaw ·
Talabardon ·
Vogondy ·
Fortin (stagiair) ·
Lhotellerie (stagiair) ·
Rolland (stagiair) 
Bellotti ·
Bodrogi ·
Bonnet ·
Botsjarov ·
Caucchioli ·
Charteau ·
Dean ·
Edaleine ·
Engoulvent ·
Fofonov ·
Furlan ·
Halgand ·
Hinault ·
Hivert ·
Hushovd ·
Kaggestad ·
Kern ·
Laurent ·
Le Mével ·
Lemoine ·
Marino ·
Pauriol ·
Poilvet ·
Raisin ·
Renshaw ·
Roche ·
Rolland ·
Talabardon ·
Bagot (stagiair) ·
Fournet-Fayard (stagiair) ·
Konovalovas (stagiair) 
Berthou ·
Bodrogi ·
Bonnet ·
Botsjarov ·
Caucchioli ·
Engoulvent ·
Fofonov (tot 31/07) ·
Furlan ·
Gerrans ·
Halgand ·
Hinault ·
Hivert ·
Hunt ·
Hushovd ·
Konovalovas ·
Kern ·
Le Mével ·
Lemoine ·
Marino ·
Méderel ·
Pauriol ·
Raisin ·
Rasch ·
Renshaw ·
Roche ·
Rolland ·
Simon ·
Talabardon ·
Bessy (stagiair) ·
Chopin (stagiair) ·
Šiškevičius (stagiair) 
Bodrogi · 
Botsjarov ·
Broett · 
Colom · 
Dehaes (tot 30/06) ·
Galimzjanov ·
Horrach · 
Ignatjev · 
Ivanov ·
Jeskov ·
Karpets · 
Klimov · 
Markov · 
Mazzanti · 
McEwen · 
Michajlov ·  
Napolitano · 
Petrov · 
Pfannberger · 
Pozzato · 
Rovny · 
Serov · 
Steegmans (tot 31/07) · 
Swift · 
Troesov · 
Vandenbergh · 
Vantomme ·
Debusschere (stagiair) ·
Ovetsjkin (stagiair) 
Bandiera · 
Bodrogi · 
Botsjarov ·
Broett · 
Caruso ·
Chalilov ·
Galimzjanov ·
Goesev ·
Horrach · 
Ignatjev · 
Ivanov ·
Jeskov ·
Karpets ·
Kirchen (tot 31/07) · 
Klimov · 
Kolobnev ·
Kritski ·
Mazzanti · 
McEwen ·   
Napolitano ·
Ovetsjkin · 
Petrov · 
Pliușchin · 
Pozzato · 
Rodríguez · 
Silin · 
Troesov · 
Vandenbergh · 
Vantomme ·
Vorganov ·
Antonov (stagiair) ·
Mironov (stagiair) ·
Porsev (stagiair)